# Bedingungslos geliebt
Bedingungslos geliebt (Originaltitel: Amazing Love, Verweistitel: Bedingungslos geliebt – Die Geschichte von Hosea oder auch Bedingungslos geliebt – Hosea: Die unvernünftigste Liebesgeschichte aller Zeiten) ist ein US-amerikanisches christliches Filmdrama aus dem Jahr 2012.

## Handlung
Die junge verwöhnte Ashley wird von ihrer Großmutter zu einem christlichen Wochenend-Camp geschickt; sie hat aber weder Lust auf das fromme Programm noch auf „Natur pur“. Ashley versteht sich nicht mit den anderen jugendlichen Teilnehmern, die insgeheim über sie lästern.
Stuart ist Leiter der Jugendgruppe und fährt mit seiner Frau Beth und den jungen Leuten zum Campen in den Wald. Als es beim gemeinsamen Angeln im angrenzenden See zum Streit zwischen den beiden Mädchen kommt, redet Beth mit Ashley und zeigt Verständnis für ihre schwierige Situation bezüglich ihrer geschiedenen Eltern, die wenig Zeit für sie aufbringen. Aber Ashley wendet sich ab. Beth meint, sie brauche „eine große Portion Liebe“. Stuart nimmt sich die Worte seiner Frau zu Herzen; er will an diesem letzten Abend vor der Abreise den Jugendlichen die Liebesgeschichte von dem Propheten Hosea erzählen:
Israel ist in ein Nord- und Südreich zerfallen. Hosea tritt als Prophet Gottes auf und mahnt das Volk zur Umkehr. Das Volk Israel hat sich von dem wahren Gott abgewandt und dient den Götzen. Gott spricht zu Hosea und zeigt ihm Gomer, die Frau, die er heiraten soll. Aber sie war bis dahin eine Hure. Trotzdem nimmt Hosea sie zu seiner Frau, so wie es Gottes Wille ist. Gomer bringt einen Sohn zur Welt, Hosea nennt ihn Jesreel. Später wird die Tochter Lo-Ruhama („Kein Erbarmen“) und ein weiterer Sohn Lo-Ammi („Nicht mein Volk“) geboren. Auf Geheiß Gottes gibt Hosea seinen Kindern diese ungewöhnlichen Namen, obwohl seine Frau dagegen ist. Die junge Familie lebt von den spärlichen Einkünften des Mannes, der den Beruf des Töpfers ausübt. Gomer ist mit ihrer Situation unzufrieden, sie sehnt sich nach wertvollen Schmuck, den sie sich aber nicht leisten kann. Eines Tages trifft sie einen fremden Mann, der sie umwirbt und sie für ihre Dienste reich beschenkt. Gomer trifft ihn heimlich und gibt vor, ihr Vater sei krank und sie müsse ihn öfter besuchen. Aber Hosea kommt hinter das Geheimnis seiner Frau, nachdem er wertvollen Schmuck auf ihrer Lagerstätte entdeckt. Er besucht Gomers Vater und erfährt, dass er vollkommen gesund ist. Als Gomer wieder einmal den wohlhabenden Mann aufsucht, möchte dieser mit ihr tanzen, aber sie willigt nicht ein. Verärgert ruft er daraufhin seine Wachen und lässt sie abführen, um sie auf dem Sklavenmarkt an den Höchstbietenden zu verkaufen.
Unterdessen hört Hosea nicht auf, zu dem Volk Gottes nahendes Gericht zu predigen, gegen den Willen seiner Frau. Er bezeichnet das Volk Israel als eine Hure, die sich von Gott abgewandt hat hin zu den Götzen. Aber seine Zuhörer nehmen ihn nicht ernst und werfen ihm vor, selbst eine Hure zur Frau zu haben. Hosea vertraut weiter auf Gott und will seine Frau zu sich zurückholen. Als er erfährt, dass sie in Ungnade gefallen ist und nun als Sklavin gehandelt wird, beschließt er sie zu einem sehr hohen Preis zurückzukaufen. Der Sklavenhändler willigt in den Kaufpreis ein, und Hosea kann seine Frau wieder zu sich nach Hause holen. So beweist er seine bedingungslose Liebe zu seiner Frau und auch zu seinem Gott.
Beth, die Frau von Stuart, erzählt den Jugendlichen ihre Geschichte: Stuart sei „ihr Hosea“, er habe sie auch bedingungslos geliebt, als sie geheiratet haben. Und genauso habe auch Jesus die Menschen geliebt, als er am Kreuz für ihre Sünden starb. Die Jugendlichen sind tief beeindruckt von der Geschichte Hoseas, und die beiden Mädchen werden Freundinnen.

## Drehorte
Schauplätze des Films waren der US-Bundesstaat Kalifornien und die Stadt Nazareth in Israel.